# Limousinekvæg
Limousine kvæg er en kødkvægsrace, der oprindeligt stammer fra Limousin-området i Frankrig. Det er den mest udbredte kødkvægsrace i Danmark. Kvægracen har en høj tilvækst, god muskelfylde og slagtekvalitet og anvendes især til produktion af kalvekød.